# Los Matanceros
Los Matanceros ist ein argentinisches Radsportteam mit Sitz in Caba.
Die Mannschaft wurde 2013 unter dem Namen Buenos Aires Provincia gegründet und nimmt als Continental Team an den UCI Continental Circuits teil. Manager ist Hernán Pantuso, der von dem Sportlichen Leiter Juan Martín Ferrari unterstützt wird.

## Saison 2016

### Erfolge in der UCI America Tour
| Datum    | Rennen                       | Kat. | Fahrer      |
| -------- | ---------------------------- | ---- | ----------- |
| 27. März | 10. Etappe Vuelta al Uruguay | 2.2  | Leo Burgios |

### Abgänge – Zugänge
| Zugänge         | Team 2015                       | Abgänge             | Team 2016 |
| --------------- | ------------------------------- | ------------------- | --------- |
| Demis Alemán    | Champion System-Stan's No Tubes | Juan Martín Ferrari | unbekannt |
| Leandro Burgois | Neoprofi                        |                     |           |
| Walter Trillini | Jamis-Hagens Berman             |                     |           |

### Mannschaft
| Name               | Geburtstag        | Nationalität | Team 2017                  |
| ------------------ | ----------------- | ------------ | -------------------------- |
| Demis Alemán       | 6. Juni 1987      | Argentinien  |                            |
| Claudio Arone      | 29. Juni 1980     | Argentinien  |                            |
| Leandro Burgois    | 11. April 1996    | Argentinien  |                            |
| Santiago Espíndola | 5. Mai 1994       | Argentinien  | Los Cascos Esco - Agroplan |
| Julián Gaday       | 21. Juni 1990     | Argentinien  | Los Cascos Esco - Agroplan |
| Federico Pagani    | 19. April 1985    | Argentinien  |                            |
| Guido Palma        | 9. Januar 1987    | Argentinien  |                            |
| Walter Pérez       | 31. Januar 1975   | Argentinien  | Karriereende               |
| Alan Sívori        | 11. April 1994    | Argentinien  |                            |
| Ariel Sívori       | 25. Januar 1991   | Argentinien  | Start-Vaxes Cycling Team   |
| Sebastián Tolosa   | 16. November 1988 | Argentinien  |                            |
| Walter Trillini    | 25. Januar 1991   | Argentinien  |                            |

## Platzierungen in UCI-Ranglisten
UCI America Tour
| Saison | Mannschaftswertung | Fahrerwertung           |
| ------ | ------------------ | ----------------------- |
| 2013   | 29.                | Marcos Crespo (177.)    |
| 2014   | 31.                | Sebastián Tolosa (285.) |
| 2015   | 36.                | Claudio Arone (267.)    |
| 2016   | 40.                | Leonardo Burgois (305.) |

UCI Europe Tour
| Saison    | Mannschaftswertung | Fahrerwertung       |
| --------- | ------------------ | ------------------- |
| 2013      | -                  | -                   |
| 2014      | 125.               | Lucas Gaday (1057.) |
| 2015-2016 | -                  | -                   |